# Megastes grandalis
Espèce
Megastes grandalis est une espèce de lépidoptères de la famille des Crambidae et de la sous-famille des Spilomelinae, originaire d'Amérique du Sud. C'est un insecte ravageur de la patate douce (Ipomoea batatas), tout particulièrement dans l'île de la Trinité (Trinité-et-Tobago).

## Description
La chenille mesure environ 3 cm de long lorsqu'elle est complètement développée. La tête est brun rougeâtre et le corps blanchâtre, avec quatre tubercules bruns, visibles dorsalement sur  chaque segment. Des taches brunes similaires et des stigmates de couleur noire sont également observés latéralement.
La chrysalide se développe dans une galerie située près du sol dans un cocon soyeux et dure environ 15 jours.
L'imago est un papillon nocturne qui mesure 35-38 mm d'envergure. Les ailes antérieures ont un dessin caractéristique combinant brun foncé, brun clair et blanc. Les ailes postérieures sont blanches avec un bord étroit et quelques petites taches sombres éparses. Les mâles ont des antennes bipectinées remarquables, contrairement aux femelles aux antennes filiformes.
Les œufs, déposés en petits groupes sous l'aisselle des pétioles foliaires ou sur la face inférieure des feuilles, sont ovales, de couleur verte, virant au pourpre à l'approche de l'éclosion.

## Distribution et habitat
Megastes grandalis est un ravageur sérieux de la patate douce dans l'île de la Trinité. L'espèce se rencontre aussi au Brésil, au Guyana, au Venezuela et à Tobago.

## Cycle biologique
Le cycle de développement de Megastes grandalis dure environ deux mois.
Les œufs sont pondus individuellement ou en grappes sous l'aisselle des pétioles foliaires ou sur la face inférieure de la base des feuilles. Les femelles peuvent pondre jusqu'à 180 œufs qui éclosent en environ une semaine.
Les petites chenilles, dès l'éclosion, se nourrissent d'abord par l'extérieur des tissus de la plante, et rapidement pénètrent dans la plante en creusant des galeries, et se dirigent vers la base des tiges puis vers les racines. Elles se nourrissent également des racines tubéreuses si celles-ci sont déjà formées. 
Le cycle de développement larvaire comprend sept à huit stades, qui peuvent durer de 5 à 7 semaines. Les chenilles arrivées au dernier stade forment des cocons et se nymphosent dans la tige au-dessus mais près de la surface du sol.
La chrysalide se développe dans un cocon soyeux. L'émergence se produit de 17 à 21 jours après que la chenille a commencé à tisser son cocon.
Les adultes, nocturnes, sont attirés par la lumière.

## Plantes hôtes
La seule plante hôte connue est la patate douce. Aucune plante hôte sauvage n'a été signalée ; cependant, en laboratoire, cet insecte peut se nourrir d'autres plantes de la famille des Convolvulaceae.

## Dégâts
La perte de rendement peut être minime si les chenilles restent dans les tiges ou attaquent les plantes tard dans la saison.

## Nom vernaculaire
Megastes grandalis est, avec Megastes pusialis, une des deux espèces appelées en français « Pyrale de la patate douce ».